# Pseudococcobius quinqueguttatus
Pseudococcobius quinqueguttatus är en stekelart som först beskrevs av Girault 1925.  Pseudococcobius quinqueguttatus ingår i släktet Pseudococcobius och familjen sköldlussteklar. Inga underarter finns listade i Catalogue of Life.